# ケイル・マカー
ケイル・ダグラス・マカー（Cale Douglas Makar, 1998年10月30日 - ）は、カナダのアルバータ州カルガリー出身のプロアイスホッケー選手。NHLのコロラド・アバランチに所属している。ポジションはディフェンス。

## 経歴

### ジュニア
カルガリー・フレームスのユースチームなどでプレーした後、2014年にAJHLのブルックス・バンディッツに加入。2015年には、高校卒業後にマサチューセッツ大学アマースト校へ進学予定であることを発表した。
2016-17シーズンは54試合に出場して24ゴール、51アシスト、75ポイントを記録した。この活躍により評価を急上昇させ、2017年のNHLドラフトにて全体4位でコロラド・アバランチから指名された。

### カレッジ
ドラフトで指名されたものの、当初の予定通りマサチューセッツ大学へ進学することを発表した。
2017-18シーズンにカレッジデビューし、34試合に出場して5ゴール、16アシスト、21ポイントを記録した。また、シーズン途中に開催された平昌オリンピックのカナダ代表入りをオファーされたが、大学のシーズンに集中するために辞退している。
2018-19シーズンも引き続き大学でプレーすることを発表した。このシーズンはカンファレンスの最優秀選手賞を受賞し、NCAAトーナメントではベスト4に進出した。

### コロラド・アバランチ
2019年4月14日にアバランチと契約した。
2018-19シーズン、カルガリー・フレームスとのプレーオフ1回戦の第3戦でNHLデビューし、ゴールを記録した。プレーオフの試合でデビューしたディフェンスマンがデビュー戦でゴールを記録するのはNHL史上初だった。
2019-20シーズン、2019年12月27日のミネソタ・ワイルド戦でシーズン11ゴールを記録し、ルーキーのディフェンスマンによる球団最多ゴール記録を更新した。これらの活躍により、カルダー記念賞を受賞した。
2020-21シーズンはジェームス・ノリス記念賞のファイナリストに選出された。
2021年7月24日にアバランチと6年総額5,400万ドルの契約延長に合意した。
2021-22シーズン、2021年10月28日のセントルイス・ブルース戦で2ポイントを記録し、通算100ポイントに到達。キャリア106試合目での達成は、ディフェンスマンとしては歴代6位の速さだった。2022年3月25日のフィラデルフィア・フライヤーズ戦でシーズン24個目となるゴールを記録し、ディフェンスマンとしては2016-17シーズン以来、NHL最多のゴール数となった。これらの活躍により、アバランチの選手としては初となるジェームス・ノリス記念賞を受賞し、ハート記念賞の投票では8位だった。プレーオフではナッシュビル・プレデターズとの1回戦にて、4試合で10ポイントを記録。チームはスイープで勝利し、チームメイトのネイサン・マキノンから「彼は今、リーグで最高の選手だ」と称賛された。その後はブルース、エドモントン・オイラーズに勝利し、カップファイナルでは3連覇を狙うタンパベイ・ライトニングに勝利。アバランチは球団3度目の優勝となった。このプレーオフではチーム最多の29ポイントを記録してコーン・スマイス賞を受賞し、NHL史上3人目となるジェームス・ノリス記念賞とコーン・スマイス賞の同時受賞となった。
2022-23シーズン、2022年11月21日のダラス・スターズ戦でゴールを記録し、通算200ポイントに到達。195試合目での達成は史上最速だった。このシーズンは怪我で22試合を欠場したが、60試合に出場して17ゴール、49アシストを記録した。プレーオフではシアトル・クラーケンとの1回戦の第4戦にて、相手のジャレッド・マッキャンを突き飛ばして負傷させ、1試合の出場停止処分を受けた。第6戦から復帰するも、チームは第7戦の末に3勝4敗で敗れ、1回戦で連覇の夢が潰えた。

## 詳細情報

### 賞歴
- スタンレー・カップ優勝：1回（2022年）
- コーン・スマイス賞：1回（2022年）
- NHLオールスターゲーム選出：2回（2022年、2023年）
- NHLオールスターチーム
  - 1stチーム：2回（2021年、2022年）
  - 2ndチーム：1回（2023年）
- ジェームス・ノリス記念賞：1回（2022年）
- カルダー記念賞（2020年）
- NHLオールルーキーチーム（2020年）